# Larutia larutensis
Larutia larutensis — вид сцинкоподібних ящірок родини сцинкових (Scincidae). Ендемік Малайзії.

## Поширення і екологія
Larutia larutensis мешкають в горах Бінтанг на Малайському півострові, зокрема на горі Ларут в штаті Перак і на горі Т'Кебах в штаті Кедах. Вони живуть у вологих гірських тропічних лісах, серед опалого листя, на висоті від 1000 до 1200 м над рівнем моря. Ведуть денний, риючий спосіб життя. Самиці відкладають 3 яйця.

## Збереження
МСОП класифікує цей вид як вразливий. Larutia larutensis є рідкісним видом плазунів, якому загрожує знищення природного середовища.